# Fréderic Rudolph
Fréderic Louis Rudolph (* 27. August 1899 in Antwerpen; † nach 1924) war ein belgischer Eishockeyspieler. 

## Karriere
Fréderic Rudolph nahm für die belgische Nationalmannschaft an den Olympischen Winterspielen 1924 in Chamonix teil. Mit seinem Team belegte er den siebten und somit letzten Platz. Er selbst kam im Turnierverlauf in drei Spielen zum Einsatz und erzielte bei der 5:7-Niederlage seiner Mannschaft gegen Frankreich ein Tor. Auf Vereinsebene spielte er für den Cercle Patineurs Anvers in Antwerpen. 